# Guido Caprotti
Guido Caprotti Pacchetti (Monza, 5 de octubre de 1887-Valmaseda, 5 de septiembre de 1966) fue un pintor italiano que, tras viajes alrededor de toda Europa, llega por casualidad a Ávila en 1916. Es aquí donde desarrolla la mayor parte de su obra. Debido a su éxito alrededor del mundo, recibió numerosos premios entre los que destacan el título de “Hijo Adoptivo” de la ciudad de Ávila o la medalla de oro de la Exposición Nacional de Bellas Artes de la Academia de Brera en Milán.

## Biografía
Guido Caprotti Pacchetti nace en Monza el 5 de octubre de 1887, siendo el más joven de los tres hijos varones del matrimonio entre Gerardo Caprotti y Claudia Pacchetti.

### Inicios
Tras crecer en un ambiente artístico por la amistad de su padre con el famoso compositor Giuseppe Verdi, y el parentesco con el pintor Giovanni Boldini, comienza su trayectoria artística en su ciudad natal. 
Monza, llena de monumentos y recuerdos medievales, jugó un papel importante en su carrera e, incluso desde sus inicios, el joven pintor se hacía llamar “Guido Caprotti da Monza”. 
Siendo todavía un niño, comienza a familiarizarse con los colores y la forma de combinarlos. Después, se desplaza a Milán donde comienza su formación artística iniciando sus estudios en arquitectura. Sin embargo, pronto es descubierto por Mosè Bianchi (1840-1909), uno de los autores de la escuela monzesa. En esta circunstancia, Caprotti abandona sus estudios de arquitectura para inscribirse en la Academia de Brera que forma parte de los centros de enseñanza más importantes de Italia. En esta academia contó con profesores de la talla de Cesare Tallone (1853-1919), uno de los principales representantes del naturalismo lombardo. El joven Caprotti se consideraba su discípulo predilecto.
En estos primeros años, el artista comenzaba ya a dar muestras de su gran sensibilidad artística, lo que le lleva a representar ante todo figuras humanas, sin dejar de lado los paisajes. Aunque esta época fue algo difícil, Caprotti conoció a Anselmo Bucci, uno de los fundadores en 1922 del movimiento “Novecento” que pronto se convirtió en su amigo del alma.
En 1908, Caprotti obtiene el diploma de profesor de dibujo que le capacita para la enseñanza. Es en este momento cuando su maestro Cesare Tallone le propone ser suplente en sus clases, dentro de la propia academia. Una propuesta que Caprotti, siempre caracterizado por un alma inquieta, rechaza.
A los 23 años obtuvo consecutivamente tres triunfos: el premio de la Fundación Bozzi-Caimi por su cuadro titulado La Supersite (La superviviente); el galardón “Francisco Hayez” y el “Premio de Roma”, dividido en dos modalidades (retrato y desnudo) que le concedía una beca para un viaje de estudios de dos años a esa ciudad. Curiosamente, Caprotti fue el único que consiguió vencer en ambas categorías de forma simultánea.
En 1911 obtiene la Medalla de Plata en la Exposición de Turín, y al año siguiente la Medalla de Oro de la Exposición Nacional de Bellas Artes de la academia de Brera en Milán, de la que después fue nombrado Socio Honorario.
Dos años más tarde, Caprotti celebra su primera exposición personal con un éxito rotundo, ya que en apenas dos días se vendió la totalidad de las obras expuestas (un total de cincuenta entre cuadros y dibujos). Algo que para otro artista habría sido un halago, a Caprotti le hace sentir insatisfecho y comienza a desconfiar del éxito fácil, poniéndose como objetivo de su carrera la humildad, la sinceridad y el esfuerzo diario.

### Formación en París
Para aumentar sus influencias y visión del mundo comienza una serie de viajes por el extranjero que desembocan en París, lugar donde continuó su formación artística. Allí, rodeado de un ambiente bohemio, entra en contacto con nuevas tendencias y conoce a artistas de talla mundial como Renoir, Degas y Rodin, entre otros.
A partir de este momento, las obras del pintor italiano se vuelven más elegantes y sugestivas, especialmente en los retratos femeninos. 
Así pues, su pintura se llena de influencias internacionales, sobre todo del movimiento postimpresionista y del divisionismo que por aquella época estaba tan aceptando en Francia e Italia.

### Viajes por Europa
En estos años comienza ya a cosechar éxitos y es invitado a exponer en algunas capitales europeas, lo que le permite viajar por Bélgica, Inglaterra o Alemania. Además, se dedicó a pintar principalmente paisajes en Rusia durante un año.
Pronto es conocido fuera de Italia, exponiendo en los más prestigioso Salones de la época en 1914-1916. Durante la Primera Guerra Mundial prosigue sus viajes, desembocando en España, donde visita ciudades como Toledo, Segovia, Burgos, Murcia, Elche y finalmente Ávila.

### Llegada a Ávila
Esta última parada fue fruto de la casualidad, pues el pintor italiano tenía como objetivo llegar hasta el Museo del Prado de Madrid para cumplir un encargo de un pintor parisino. Sin embargo, el tren en el que viajaba se vio bloqueado por una intensa nevada al llegar a Ávila, lo que obligó a los viajeros a esperar tres días para poder reanudar el viaje.
Caprotti decide visitar la ciudad amurallada y es entonces cuando, enamorado del silencio y la tranquilidad reinante en la ciudad, decide prolongar su estancia de unos pocos días hasta el año 1936, cuando estalla la Guerra Civil y debe abandonar Ávila. Según sus propias palabras: 
“Una gran nevada paró el tren(…) Entré pues en Ávila. Y al llegar ante una muralla espectacularmente nevada… la luz me llenó los ojos y el alma… En la noche esplendorosa de Plenilunio, bajo un arco de la muralla, un hombre cantaba (…) Me dijeron era un “sereno” y decidí quedarme en Ávila… esa impresión ha influido en toda mi vida dedicada principalmente a ensalzar esta tierra que tanta raigambre ha cogido en mi corazón…”

### Residencia en Ávila
Una vez asentado en la ciudad amurallada fue acogido con simpatía por sus habitantes y pronto el alcalde de la localidad le autoriza trabajar en el viejo edificio del Alcázar, ya desaparecido. Se trataba de un antiguo palacio que había sido ocupado anteriormente por pintores de la talla de Sorolla, Zuloaga o Eduardo Chicharro.

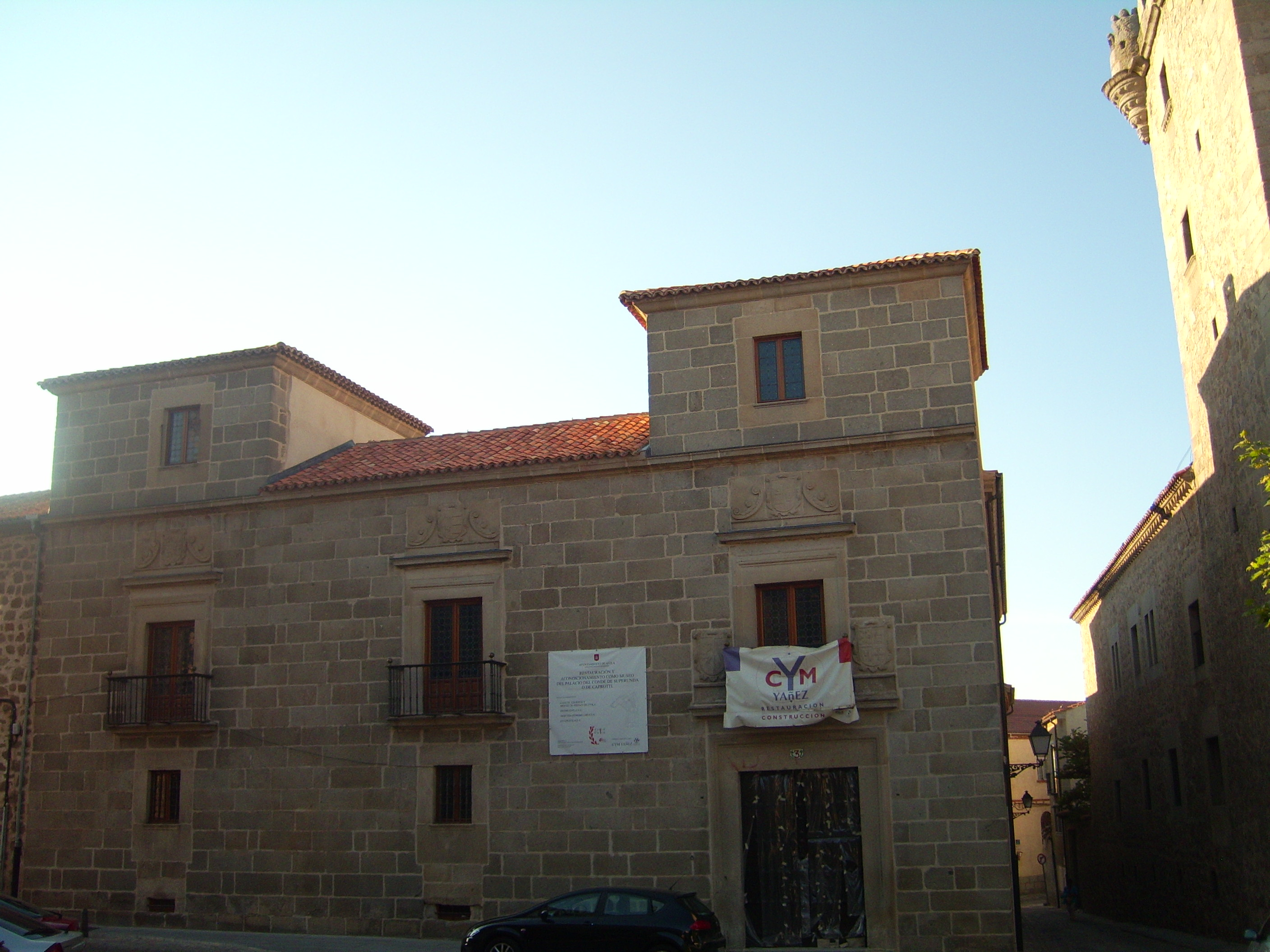
Palacio de Superunda-Caprotti en la capital abulense

Allí, Caprotti elabora su primer gran cuadro de temática abulense, titulado “Los ojos de la noche”. La obra representa a un grupo de serenos saliendo de un arco de la muralla nevado (el arco de San Vicente), mientras anochece.
Este cuadro fue expuesto en la Exposición Nacional de Bellas Artes de Madrid en 1917, aunque fue motivo de polémica por el tratamiento lumínico y cromático que había sido utilizado. Sin embargo, la mayoría de los críticos reconocieron el acierto en la interpretación del ambiente castellano por parte de un pintor extranjero.
A partir de entonces, Caprotti pasa la mayor parte del tiempo en su estudio trabajando.
De esta forma, el pintor italiano va cambiando la orientación de su pintura, movido por la tranquilidad y el sosiego abulenses. Poco a poco deja de lado el postimpresionismo y la exaltación cromática, para pasar a una pintura que refleja el ambiente castellano.
El 23 de abril de 1918, impulsado por sus amigos, monta su primera exposición individual en España, que es inaugurada por la infanta Isabel. En ella muestra sus pinturas sobre las diferentes ciudades españolas que había visitado. Un total de 49 lienzos y 9 dibujos entre los que destaca “La voz de las tinieblas” (o “El sereno”).
Debido al éxito de esta exposición personal, la ciudad de Ávila le hace entrega del título de “Hijo adoptivo” ese mismo año. Esta distinción fue siempre la más valorada por el pintor italiano.

### Incorporación a la vida artística española
Con el paso de los años, Caprotti fue empapándose del ambiente social y cultural de España. En el verano de 1919, contaba también con un domicilio y taller en Madrid, aunque continúa residiendo en Ávila.
En este tiempo, visita otras ciudades españolas como Barcelona y sigue enviando obras a los Salones de París, Londres o Nueva York.
En 1920, contrae matrimonio con Laura de la Torre. La joven, de familia adinerada, hija del arquitecto Félix de la Torre y de Laura Hernández, había estudiado en Alemania e Inglaterra y se dedicaba al arte de las miniaturas. Juntos tienen tres hijos: primero una niña Laura y, después, los gemelos Oscar y Edgar, quien llegaría a ser jugador de baloncesto del Real Madrid en los años cuarenta, y llegaría a debutar en la selección española en 1948. A partir de entonces el pintor reparte sus días entre Ávila, Madrid y la villa vizcaína de Valmaseda.
El pintor italiano continúa acumulando méritos y premios por todo el mundo, además de seguir exponiendo sus obras en las Exposiciones Nacionales de Bellas Artes o el Salón de Otoño de Madrid, del que sería nombrado Socio de Honor unos años después. El 26 de febrero de 1920 fue nombrado por Alfonso XIII comendador de la Orden de Isabel la Católica. 
También frecuentó su ciudad natal en múltiples ocasiones, entre las que destaca la del 26 de septiembre de 1924, cuando fue nombrado el rey Víctor Manuel III comendador de la Orden de la Corona de Italia, y después de unos años fue ascendido a gran oficial de la misma Orden. 
Además de haberse convertido en embajador del arte italiano en España, también mantiene relaciones artísticas con Francia, siendo delegado de ese país en algunas exposiciones internacionales.
Tras llevar a cabo algunos retratos de personajes importantes como Miguel de Unamuno (1864-1936), en 1930 el matrimonio Caprotti adquirió el Palacio de los Superunda, la que fue su residencia a partir de entonces. La vivienda, cercana a la que fue la Casa de Santa Teresa,  había sido un albergue militar, por lo que Caprotti tuvo que utilizar sus conocimientos de arquitectura para restaurarla y rehabilitarla.
Incorporado a la vida abulense, siguió vinculado a su país en el tiempo del gobierno fascista. Incluso hizo entrega al embajador italiano de sus anillos de bodas, una placa de oro y dos medallas del mismo metal para contribuir en la construcción de un monumento en memoria de los muertos de la Primera Guerra Mundial.
Caprotti continuó viajando por toda España, sin perder el ánimo por retratar a todas las gentes que encontraba. Fruto de uno de esos viajes, el 26 de diciembre de 1935 sufrió un accidente automovilístico cerca del pueblo de Cabezón de la Sal, en el que resultó levemente herido.

### Guerra Civil
El estallido de la Guerra Civil le sorprendió en Madrid y le obligó a un accidentado exilio.
El ejército del bando nacional dispuso de su casa en Ávila, mientras que su estudio en Madrid fue saqueado por tropas republicanas que lo acusaban de “pintor italiano fascista”. El estudio fue finalmente bombardeado por la aviación franquista, aunque los hombres del Ejército Popular salvaron algunos de sus óleos. Caprotti, que nunca había pertenecido a ningún partido político, sino que se consideraba simplemente un artista, vio como incluso su finca en Vizcaya era devastada por los milicianos. 
Después de la guerra vuelve a Ávila con su familia, recuperando la normalidad en su trabajo. Más de cien de sus cuadros fueron destruidos o vendidos durante la guerra, e incluso descubre que un individuo llamado “Targel” los vende como suyos tras haber sustituido la firma del pintor.
A partir de 1940, después de haber restaurado de nuevo su casa, sigue viviendo en su palacio de Ávila, pasando el verano en Vizcaya y, los meses más crudos del invierno, se traslada a Madrid. También continúan sus viajes por Europa y sus exposiciones, impartiendo conferencias o participando incluso en actos de exaltación patriótica en España. 
En junio de 1942 inaugura su exposición personal más completa y representativa de su carrera en el Museo de Arte Moderno de Madrid. En total estaba compuesta por tres salas: la primera bajo el nombre de “Poema de Ávila”, la segunda con 16 retratos y cuadros de su primera etapa en Italia, y la tercera con 6 bodegones y otros tanto dibujos. A finales de ese mismo mes, la Real Academia de Bellas Artes de San Fernando le nombra académico correspondiente en el extranjero, mientras que el Ayuntamiento de Ávila le otorga la medalla de oro de la ciudad.
Después de este éxito aumenta su presencia en exposiciones y muestras individuales. Incluso en noviembre de 1942 inaugura una exposición en Barcelona en la que, además de sus obras, se muestran también algunas miniaturas de su esposa, Laura de la Torre. También se exponen algunas de las esculturas de su hijo, Oscar Caprotti, entre las que destaca el “Busto de mi madre”. A partir de ahora, el pintor italiano incluirá obras de su familia en todas sus exposiciones personales.

### Viaje a México
En septiembre de 1949, Caprotti viaja por primera vez a México. Allí queda impresionado por la obra de los artistas del país, especialmente por el arte de los muralistas que le recordaba a los fresquistas italianos del Quattrocento.
“Estoy completamente conquistado por el ambiente de México que yo desconocía totalmente, como lo desconocen la mayoría de los europeos. (...) sin dejar de ser una continuación del arte tradicional del país, tiene cierto parentesco lejano con la pintura de los grandes primitivos italianos, por ejemplo Paolo Uccello.”
Desde este momento, Caprotti sentirá la necesidad de difundir el arte mexicano alrededor de todo el mundo, e incluso consigue que en la Comisión Bienal de Venecia se dediquen dos salas a obras del país americano. Gracias a este logro, en 1950 es nombrado Miembro Correspondiente del Ateneo de Ciencias y Artes de México, además de entregársele la Cruz y Placa General de División Ignacio Comonfort, la Orden Civil de México y la Gran Cruz del Águila Azteca.
Todo esto le permite viajar por otros países del continente americano, como Venezuela, Cuba, Haití o los Estados Unidos.

### Últimos años y muerte

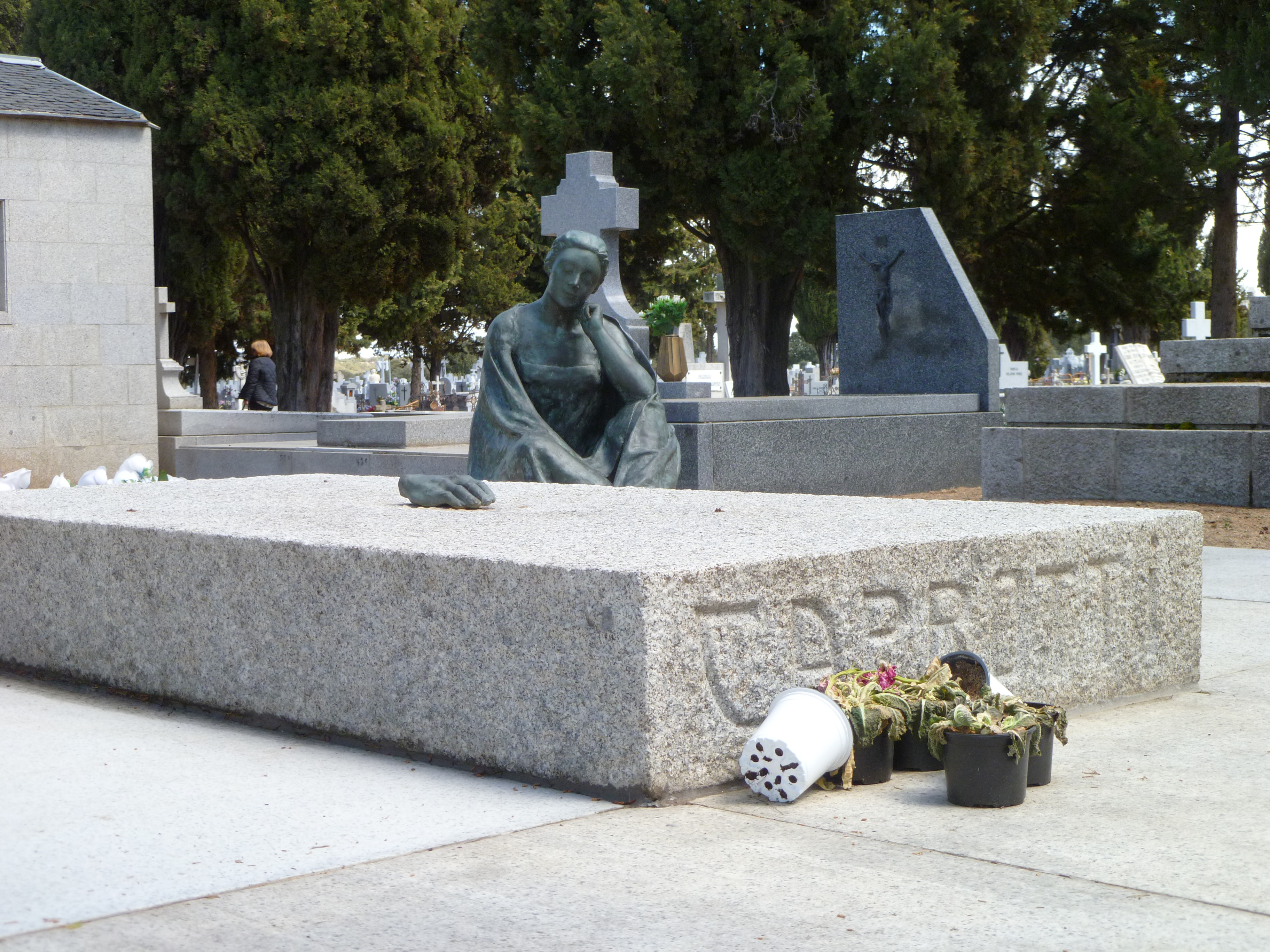
Tumba del pintor Guido Caprotti en el cementerio de Ávila

Tras su regreso a España vuele a fijar su residencia en Ávila mientras viaje frecuentemente a Monza. En uno de estos viajes quiso acercarse al Santuario delle Grazie para conseguir un saquito de auténtica tierra de Monza para que, en caso de no poder ser enterrado en su ciudad natal, fuese colocada en su tumba a modo de almohada.
En la primavera de 1959 vuelve a México donde realiza un gigantesco mural de 16 metros de largo por 4 metros de largo. Este, según declaró el propio pintor, sería su primer y último mural.
Cuando se encontraba a punto de terminar su obra, sufrió una aparatosa caída que le produce una grave lesión de rodilla de la que nunca terminó de recuperarse.
Finalmente, la muerte le sorprende en Valmaseda (Vizcaya) a consecuencia de una bronconeumonía que le ocasionó una secuela de infarto. Fallece el 5 de septiembre de 1966 y, al día siguiente, su cuerpo es trasladado a Ávila donde el 7 de septiembre es enterrado, junto al saquito de tierra monzesa y su paleta de pintor.
En la actualidad, su tumba se encuentra en el cementerio de Ávila, decorada únicamente con su mano derecha, esculpida por su hijo Óscar. Allí descansa junto al resto de su familia.
En mayo de 1982, el Ayuntamiento de Ávila tomó la decisión de dedicar una calle en su recuerdo, ubicada concretamente cerca de la urbanización de las Hervencias. Además, puede visitarse una exposición de sus cuadros en el Palacio de Superunda-Caprotti en Ávila.

## Evolución y características de su pintura
Al analizar diferentes obras de Caprotti rápidamente nos damos cuenta de los diferentes contrastes entre algunas de sus pinturas. Esta gran pluralidad era justificada por el propio artista como la forma en que la inquietud de su arte debía evidenciar su evolución, en contradicción con la monotonía pictórica.
Mientras que en su primera etapa en Italia nos encontramos con retratos muy naturalistas y con luminosos paisajes, a su llegada a París se ve fuertemente influenciado por el impresionismo y pronto aplica técnicas divisionistas en sus obras. En estos años destacan tanto paisajes urbanos como campestres, además de retratos y figuras. 
Después de conocer a fondo todas las corrientes impresionistas y postimpresionistas, comienza una etapa de expresionismo cromático que predomina hasta su llegada a España, donde atraído por la tradición de los grandes artistas del Siglo de Oro (El Greco, Velázquez, Zurbarán…) queda fascinado por el paisaje urbano y el tipismo de las ciudades que visita.
En esta etapa su pintura se hace más sintética. Es el momento en que, según Gill Fillol, encuentra “el fuerte esqueleto que faltaba en su etapa de impresionista”. Así, representando paisajes y personajes típicamente castellanos, logra un reconocimiento prácticamente mundial. Sus cuadros se impregnan de un ambiente literario y misterioso, además de predominar un naturalismo con el que afronta escenas costumbristas.
Todo estas fases demuestran su capacidad de improvisación y de adaptación a las escenas y temas que estaba retratando. Además, destaca durante toda su carrera profesional un cuidadoso tratamiento de la luz y la profundidad espacial, heredado de su época impresionista. 
Sin embargo y a pesar de esta evolución, Caprotti siempre permaneció en una visión clasicista de sus obras, como el propio artista declara:
“He pintado siempre dentro de la línea del clasicismo, aunque no siempre totalmente ortodoxo, algunas veces un tanto liberal, pero sin salir jamás de él”.

## Obras más destacadas
La Supersite (La superviviente): óleo sobre lienzo. Ganador del premio Bozzi Caimi de 1910, de la Academia Brera de Milán.
Los ojos de la noche (Los serenos): Óleo sobre tela. Fechado en 1917 en Ávila.
La voz de las tinieblas (o El Sereno): Sereno frente a la iglesia de San Esteban. óleo sobre lienzo, fechado en 1918 en Ávila. Se conserva en el Palacio Superunda-Caprotti.
Por tierras de Castilla: Óleo sobre lienzo. Fechado en 1917 en Ávila. Palacio Superunda-Caprotti 
La cita: Óleo sobre lienzo. Fechado en 1918 en Ávila. Se conserva en el Palacio Superunda-Caprotti.
La confesión: óleo sobre lienzo, fechado en Ávila en 1917. Palacio Superunda-Caprotti.
Mi familia: retrato de su mujer e hijos. Óleo sobre lienzo, fechado en Madrid en 1927
Víctimas: Óleo sobre lienzo. Fechado en Ávila en marzo de 1937, de 100x80 cm. Se conserva en el Palacio Superunda-Caprotti.
La madre del héroe: técnica mixta sobre tabla. Fechado en Ávila, 1918-1938, de 54x67 cm. Conservado en el Palacio Superunda-Caprotti.
La procesión de La Santa: óleo sobre lienzo. Fechado en Ávila en 1940.
La ofrenda del pan (o Misa en Castilla): Existe una versión anterior de 1919, pero este óleo sobre lienzo fue fechado en 1936 en Ávila. Palacio Superunda-Caprotti
Retrato de Miguel de Unamuno: óleo sobre lienzo. Fechado en Madrid en septiembre de 1929.
Mural: 1959. Sucursal Lomas del Banco Nacional de México.